# Zákon o prevenci prostituce
Zákon o prevenci prostituce (japonsky 売春防止法, baišun bóši hó); zákon č. 118, 24. května 1956) je zákonem Japonska, jehož cílem je zabránit prostituci, trestat třetí strany, které ji provozují, a chránit a rehabilitovat ženy zapojené do prostituce. Někdy je nazýván také jako zákon proti prostituci. Zákon vstoupil v platnost 1. dubna 1957, všechna ustanovení však byla plně účinná až 1. dubna následujícího roku. Protože netrestá prostituci jako takovou (klient a prostitutka), pohlíží se na něj spíše jako na zákon preventivní než zakazující.

## Historie
V Japonsku se na prostituci začalo dohlížet v době období Kamakura (1185–1333). V roce 1618 byly během období Edo založeny čtvrtě zvané Júkaku, ve kterých byla prostituce regulována. Počínaje 80. léty 19. století začaly různé skupiny, jako je například Woman's Christian Temperance Union a Purity Society, lobovat za konec legalizované prostituce. Japonská vláda požadavkům odolávala, dle ní zefektivnila kontrolu a prevenci sexuálně přenosných nemocí a bez prostituce by sexuální touhy mužů vedly ke zvýšenému počtu případů znásilnění a sexuální kriminality. V květnu 1934 Naimušó pod tlakem abolicionistů oznámilo, že v budoucnu bude legalizovaná prostituce zrušena. Od té doby však nebyly podniknuty žádné další kroky.
Během okupace Japonska Američany po druhé světové válce byla prostituce na vzestupu. V lednu 1946 vydalo vrchní velitelství vrchního velitele spojeneckých vojsk (zkratkami GHQ/SCAP) rozkaz o zrušení legalizované prostituce, což v roce 1948 vedlo k přijetí zákona o regulaci podniků ovlivňujících veřejnou morálku. Návrh zákona zakazující prostituci byl předložen parlamentu v roce 1947, nebyl však prosazen. Členky parlamentu se poté pokoušely zavést různá opatření proti prostituci a uspěly až roku 1956 se zákonem o prevenci prostituce. Tehdejší japonský premiér Ičiró Hatojama založil Radu pro prostituční politiku, které předsedal aktivista a odpůrce prostituce Cúsai Sugawara. Došlo ke kriminalizaci obtěžování, smlouvání a provozu prostituce, samotný akt prostituce však zakázán nebyl. Sugawara přiznal, že legislativa obsahuje mezery, ale alespoň zakázala prodávat dcery do prostituce. Také uvedl, že pokud nebude možné prostituci vymýtit, může být nezbytná regulace ze strany úřadů.